# 長鰭紅鯒
長鰭紅鯒，為輻鰭魚綱鮋形目牛尾魚亞目赤鯒科的其中一種，分布於澳洲西北部海域，棲息深度143-215公尺，體長可達20公分，生活沙泥底質的大陸棚及大陸坡，為底棲性魚類，屬肉食性，生活習性不明。

## 擴展閱讀
維基物種上的相關：長鰭紅鯒